# Хуеји
Хуи Кинези (кин: 汉语) су један од 56 народа који живе на просторима Кине. Представљају званичну мањину у Кини. Поред Кине, гдје живе велика већина њих могу се наћи и у Малезији, Бурми, Саудијској Арабији, Сингапуру, Тајвану и Тајланду. На просторима кине чине велику већину од укупне популације.

## Индетитет
Хуи су званична мањина Кине. По спољашем изгледу се раѕликују од других Кинеза по њиховим високим јагодицама и округлим очима, што је посебно разлика од Хан Кинеза.
Хуи говоре стандардни мандарински језик, док се у употреби на неким локацијама, могу и наћи и персијске и арапске ријечи у њиховом рјечнику.

## Историја
До средине седмог вјека, арапски и персијски трговци путовали су у Кину у потрази за богатством. Поред тога, у 13. вијеку, монголци су претварали људе у мобилне армије током њихових освајања у средњој Азији и послали их у Кину. Од ових цивила се очекивало да се на различитим локацијама смести на фарму, а при том одржавајући борбену спремност. Као занатлије, научници, званичници и вјерски лидери, они су се ширили широм Кине. Ови људи се данас сматрају прецима данашњих Хуи Кинеза. Као народ су претрпили многе тортуре. Један од најгорих случајева геноцида у историји догодио се против Хуи народа у Јунан-у од 1855. до 1873. године. Милион Хуа је у том перуиоду убијен.

## Обичаји
Хуи су енергични, агресивни, самоуверени и велики бизнисмени. Имају одређене обичаје које их разликују од других кинеских популација. На пример, забрањено је јести свињетину или месо коња, магараца или било које дивље животиње. Такође, према муслиманском обичају, женама Хуи је забрањено да се уда са не-Хуи мушкарцима; Ипак, мушкарци Хуи могу се оженити са женама које нису Хуи које су вољне да преузму исламску вјеру и обичаје. Породично порекло се прати кроз очинску линију, а породице су такође структурисане према очевој линији. Распростањена је кинеска шала је да ће "један муслиман путујући сам ће се удебљати, два муслимана ће смршати". Хуи су познати као оштри бизнисмени. Кинеска пословица из 1800. година каже: "Будан кинез није једнак Хуиу који спава."

## Религија
Готово сви Хуи су муслимани Сунити. Ислам је прво дошао у Кину преко Абу Вагаса, једног од Мухамедових савременика. Проповједао је првобитно у јужној Кини. Посљедњих година, све већи број Хуи Кинеза путовао је у Меку за годишње Хаџ ходочашће.
| Држава | Религија                  | Проценат |
| ------ | ------------------------- | -------- |
| Кина   | Будизам                   | 0%       |
| Кина   | Хришћанство (Евангелизам) | 0.01%    |
| Кина   | Кинеска народна религија  | 0%       |
| Кина   | Хиндуизам                 | 0%       |
| Кина   | Ислам                     | 95.99%   |
| Кина   | Ирелигиозност             | 4.00%    |
| Кина   | Друге религије            | 0%       |

### Хришћанство
Хришћанство као религија је слабо распростањена. Рад мисије међу Хуи народима у Нингсји започео је 1885. Неколико Хуи конверзија је било и 1920. године међу Хуи народу у Манџурији, Гансу и Ћингхаји. Године 1934. амерички мисионар познат као Хаи Чун Шенг крстио је неколико лидера Хуи Муслимана у Ћингхај-у. Недавно је и тајно дистрибуирано 35.000 евангелијских трагова и касетних трака за Хуи народ. Недавно се појавила и велика црква у сјеверној Нингсји, али готово сви верници су припадници других вјера, па се не зна са сигурношћу у ком периоду је саграђена ова црква. Такође је интересантна и информација да већина Хуи Кинеза још није чула за јеванђеље. До сада је пронађено неколико подихнутих цркава међу Хуи народима.
| Држава | Религија(Хришћанство)             | Проценат |
| ------ | --------------------------------- | -------- |
| Кина   | Англикизам, Англиканска заједница | 0%       |
| Кина   | Неизјашњени                       | 100%     |
| Кина   | Православци                       | 0%       |
| Кина   | Протестанти                       | 0%       |
| Кина   | Католици                          | 0%       |

## Географија
Хуи су трећа по величини мањинска група у Кини. Више од 13 милиона Хуи Кинеза живи распрострањено у скоро сваком делу Кине. По подацима, Хуи наводно живи у 2.310 од 2.369 жупанија и општина у Кини. Такође, живе и у сусједним државам под различитим именима. Већина Хуи у Кини насељавају аутономну регију Нингсја, територија основана 1958. године у сјеверној централној Кини.

## Хуи Кинези у Хонг Конгу
Од укупне популације Хуи Кинеза у Хонг Когу се налази укупно око 36 000 припадника ове популације. Језик је манџарински, а ислам као религија је у великој већини распростањена. Подаци о постијању хришћана нису потрвђени.
| Град     | Религија                  | Проценат |
| -------- | ------------------------- | -------- |
| Хонгконг | Будизам                   | 0%       |
| Хонгконг | Хришћанство (Евангелизам) | 0%       |
| Хонгконг | Кинеска народна религија  | 0%       |
| Хонгконг | Хиндуизам                 | 0%       |
| Хонгконг | Ислам                     | 95.99%   |
| Хонгконг | Ирелигиозност             | 4.00%    |
| Хонгконг | Друге религије            | 0%       |

Иста ситуација је и са градом Макао, са једном разликом у броју припадника ове полупације. У Макау је нешто више од 1 000 Хуи Кинеза.

## Хуи Кинези у другим државама

### Хуи Кинези у Малезији
Хуи Кинези су у Малезију дошли у виду двије велике миграције. Прве је била средином 17. вијека, а друга је била у вријеме комунистичког преузимања Кине 1949. године. Многи Хуи, међутим, су се касније пресељавали у Малезију с надом да ће успоставити иностране огранке кинеских предузећа.
Данас су Кинези у Малезији највећа имигрантска група. Многи су будисти који су имали потешкоћа у малајском друштву, док су Хуи Кинези лакше прихваћени јер Малајци и Хуи дјеле муслиманску вјеру.

#### Индетитет
На почетку за Хуи Кинезе се вјерује да су били пољопривредници и радници на имањима. Данас се углавном баве различитим занимањима почевши од рада у трговининама преко рада у индустрији и сектору услуга. Скоро сви Хуи живе у или око градова и многи раде у ресторанима, месарама, индустрији, рударству и трговини. Живот Хуа се углавном врти око џамије и њехових активности.
Малајски закон дефинише малајце као "особу која припада било којој малајској раси која обично говори малајски језик и испољава муслиманску религију". Чак и везе заједничке религије не могу да се истегну изван одређених ограничења. У случају кинеских муслимана, њихове разлике у порјеклу и даље постоје. Ове разлике се појачавају њиховим положајем у економској структури и формалном институцијом Удружења кинеских муслимана.
Кинески етнички кинези, укључујући и Хуе, одржавају своје школе и друштвене, економске и политичке организације. Од 1995. године у земљи је постојало 60 кинеских средњих школа. Ове школе користе мандарински језик и енглески језик као средство наставе.
Већина послова у Малезији спозорише влада. Кандидати за ове послове морају показати компетентност у говору на малајском језику. Хуи су значајно погођени овим захтјевом, јер, иако могу знати језик Малајаца, они то не говоре, осим у екстремним околностима.

#### Религија
Иако су муслимани који су припадници сунитског ислам, код Хуи жена је у пракси да не прекривају своје тијело. Такође, карактеристично за Малезију је и то да су уставне гаранције вјерске слободе у Малезији под знаком питања. Како се наводи, незаконито је претварати муслимане, али муслимани могу да промјене вјеру ако хоће, али Хуи Кинези оклијевају да преузимају друге вјере, из страха од прогона.
| Држава   | Религија                  | Проценат |
| -------- | ------------------------- | -------- |
| Малезија | Будизам                   | 0%       |
| Малезија | Хришћанство (Евангелизам) | 0%       |
| Малезија | Кинеска народна религија  | 0%       |
| Малезија | Хиндуизам                 | 0%       |
| Малезија | Ислам                     | 100%     |
| Малезија | Ирелигиозност             | 0%       |
| Малезија | Друге религије            | 0%       |

#### Географска распростањеност
Хуи Кинези су распростањени у источној Малезији, поготову у савезним државама Сабак и Саравак. Живе углавном у урбаним подручјима.

### Хуи Кинези у Бурми, Саудијској Арабији и Сигапуру
Број припадника Хуи народа у овим државама варира. Најмање их има у Бурми и то свега 9. 100. Сингапур и Саудијска Арабија, за разлику од Бурме има нешто већи прох Хуи Кинеза. Заједничко за ове земље је то што већина су припадници ислама. Једино у Саудијској Арабији је већи проценат ирелигиозних припадника овог народа.
| Држава            | Религија                  | Проценат |
| ----------------- | ------------------------- | -------- |
| Саудијска Арабија | Будизам                   | 0%       |
| Саудијска Арабија | Хришћанство (Евангелизам) | 0%       |
| Саудијска Арабија | Кинеска народна религија  | 0%       |
| Саудијска Арабија | Хиндуизам                 | 0%       |
| Саудијска Арабија | Ислам                     | 95%      |
| Саудијска Арабија | Ирелигиозност             | 5%       |
| Саудијска Арабија | Друге религије            | 0%       |

### Хуи Кинези у Тајван и на Тајланду
Хуи Кинези у Тајвану углавном живе у Тајпеју и броје око 55.000, док су на Тајланду углавном распростањени на подручју Бангкока и полуоствру Кра и броје око 75.000 људи. Као и у другим државама, говоре мандаринским језиком и сви су припадници ислама.